# Elizabeth Taylor (atleta)
Elizabeth Taylor   (Ingersoll, 22 de febrer de 1916 - 2 de febrer de 1977) va ser una atleta canadenca, especialista en curses de tanques, que va competir durant la dècada de 1930.
El 1932 va prendre part en els Jocs Olímpics de Los Angeles, on quedà eliminada en sèries en la prova dels 80 metres tanques del programa d'atletisme. Quatre anys més tard, als Jocs de Berlín, va guanyar la medalla de bronze 
en els 80 metres tanques del programa d'atletisme.
En el seu palmarès també destaquen una medalla de plata als Jocs de l'Imperi Britànic de 1934 i una altra als Jocs Mundials femenins.
El 1968 fou incorporada al Canada's Sports Hall of Fame.

## Millors marques
- 80 metres tanques. 11,7" (1936)[3]